# John Arrington
John Arrington es físico nuclear estadounidense. Se desempeña como  líder de grupo de Física de Energías Medias de la División de Física en el Laboratorio Nacional Argonne.

## Biografía
Obtuvo su licenciatura en matemáticas aplicadas, ingeniería y física (con distinción) por la Universidad de Wisconsin-Madison, seguida de un doctorado en física por el Instituto de Tecnología de California, siendo su asesor Brad Fillipone. El título de su tesis fue Dispersión inclusiva de electrones desde núcleos en x>1 y alto Q^2.
Es conocido por su papel destacado en una serie de importantes experimentos de física nuclear y de energía media y alta en las instalaciones del Acelerador del Laboratorio Nacional Argonne y Jefferson. Es quizás uno de los jóvenes físicos nucleares más activos y más citados del mundo, con más de 8000 citas de su trabajo y un índice H de 51.
Recibió una beca de la Sociedad Estadounidense de Física y recibió el Premio Presidencial de Carrera Temprana en Ciencias e Ingeniería de Estados Unidos en 2005 y el premio de Disertación APS/DNP en Física Nuclear en 2000.